# Messegelände Innsbruck

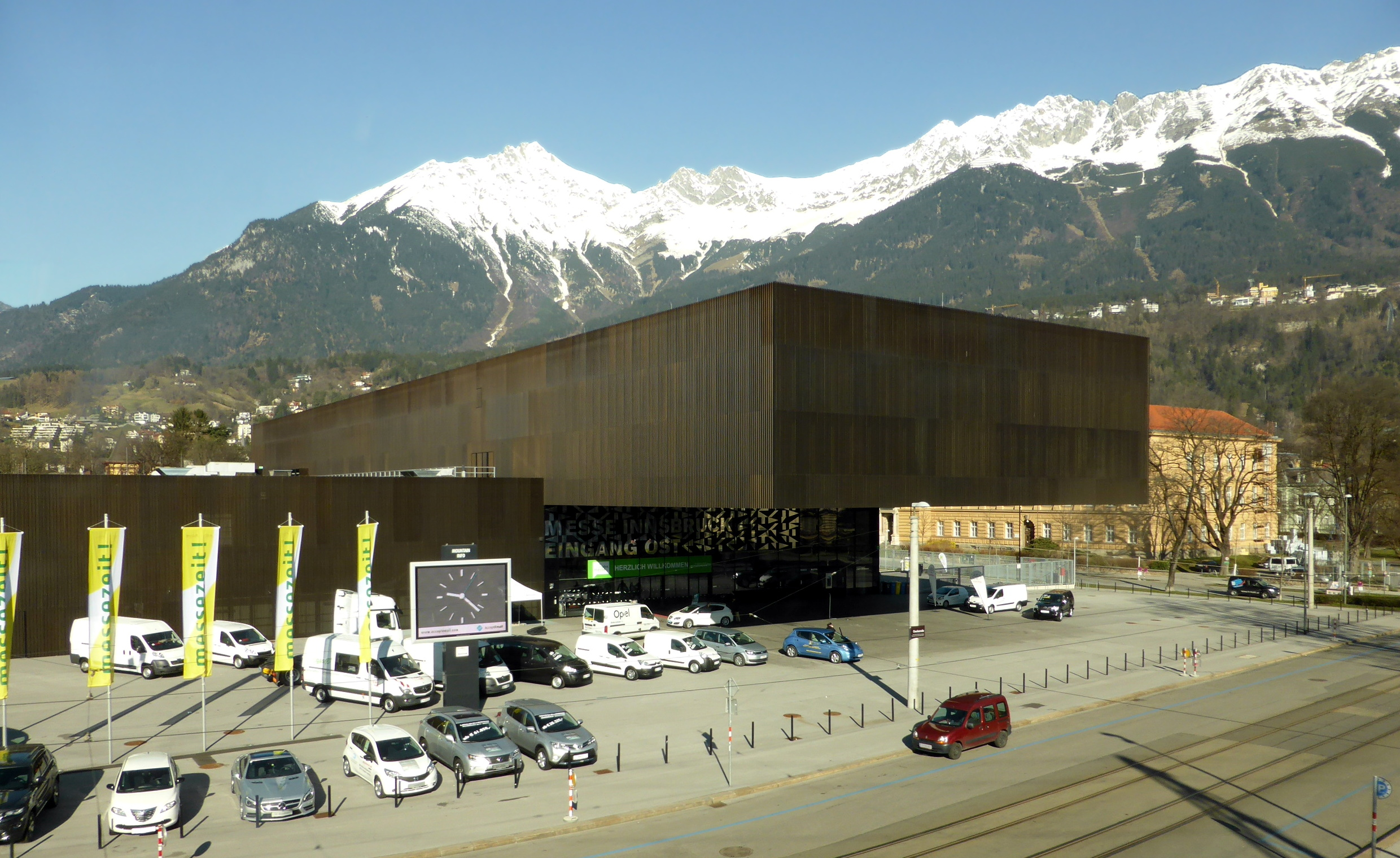
Eingang Ost zum Messegelände

Das Messegelände Innsbruck wird für Publikums- oder Fachmessen, Kongresse mit begleitenden Ausstellungen sowie Firmenevents oder gesellschaftliche Veranstaltungen genutzt. Träger ist die Congress und Messe Innsbruck GmbH (CMI), die auch das Kongresshaus Innsbruck und den congresspark igls betreibt. Das Messegelände liegt im Innsbrucker Stadtteil Saggen nahe der Innenstadt. Es wird im Osten von der Ing.-Etzel- und der Claudiastraße, im Norden von der Siebererstraße, im Westen von der Falkstraße und im Süden von der Kapuzinergasse begrenzt. Der Haupteingang liegt an der Ing.-Etzel-Straße.

## Geschichte
Das nachmalige Messegelände in Innsbruck war Schauplatz der ersten Tiroler Landesausstellung, die nach dem Muster der damaligen Weltausstellungen erstmals vom 15. Juni bis 4. Oktober 1893 unter dem „Protectorate S. M. d. Kaisers Franz Josef I.“ stattfand – seinerzeit für das ganze Kronland Gefürstete Grafschaft Tirol. Themen waren „Pferde, Rinder und Kleinvieh, Obst- und Gartenbau, Südtiroler Weinausstellung, Molkerei, Fisch- und Bienenzucht, Jagd- und Forstwesen, Fremdenverkehr, Montanistik, Bau- und Ingenieurwesen, gewerbliche Hygiene sowie Schätze alttirolischer Kunst und Kunstindustrie.“ Es gab „täglich Konzerte des Ausstellungsorchesters, einen Zirkus, ein orientalisches Labyrinth, ein internationales Radwettfahren sowie die Präsentation von Sitten und Gebräuchen“. 1923 wurde die „Innsbrucker Messe Gesellschaft“ gegründet. Im Juni 2004 wurde das Unternehmen mit der Congress Innsbruck GmbH zur Congress und Messe Innsbruck GmbH verschmolzen. Da das Messegelände mitten in der Stadt nicht erweiterbar ist und insbesondere bei Großveranstaltungen Parkplatzprobleme auftreten, wurde jahrelang eine Verlegung an den Stadtrand diskutiert. Schließlich wurde jedoch beschlossen, den bisherigen Standort beizubehalten und zu modernisieren. Im Jänner 2012 öffnete die Messe Innsbruck nach einem größeren Neu- und Umbau wieder.

## Gebäude

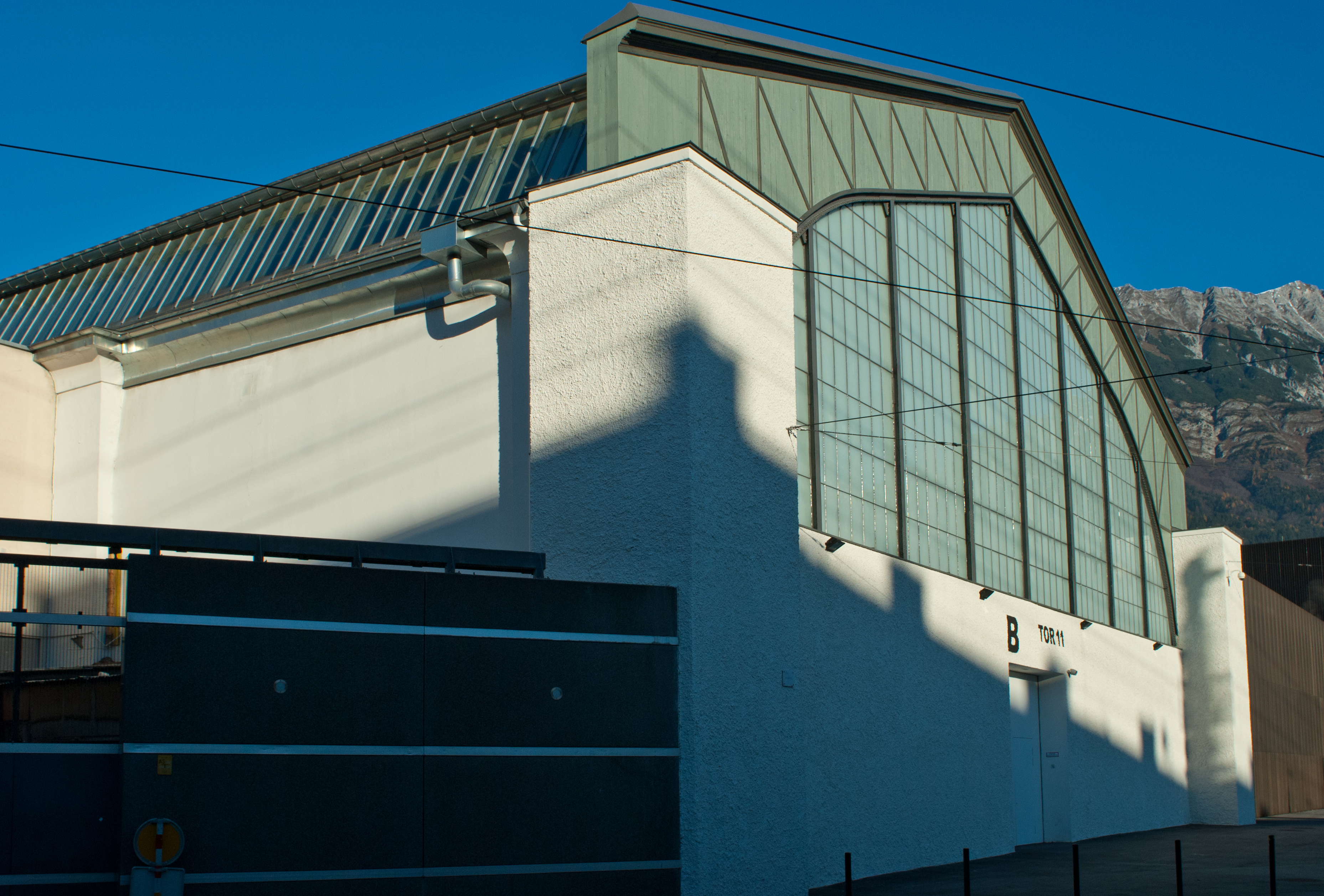
Die Messehalle B von der Ing.-Etzel-Straße aus gesehen

Auf dem Messegelände befinden sich insgesamt sechs Messehallen. 

### Messehalle B
Die mit 7.000 m² größte Messehalle B in Innsbruck ist eine unter Denkmalschutz (Listeneintrag) stehende Messehalle. Die Halle ist ein Stahlfachwerkbau, der ursprünglich in Prag stand und in den Jahren 1892/93 nach Innsbruck versetzt wurde.
Die Halle stand am Gelände der Prager Jubiläumsausstellung 1891. Danach wurde sie zerlegt und in Innsbruck wieder aufgebaut. Der Stahlfachwerkbau in der Tradition der zweiten Hälfte des 19. Jahrhunderts konnte wie beim Eiffelturm einfach zusammengeschraubt und daher auch wieder zerlegt werden. In der Zeit der Monarchie diente die Halle ebenfalls für Ausstellungen. In den 1920er- und 1930er-Jahren wurde die Halle verändert und verbaut, sodass sie ihr ursprüngliches Aussehen verlor. 2010 wurde festgestellt, dass die historische Stahlkonstruktion unter der Verbauung noch fast vollständig erhalten war, selbst die historische Verglasung war zum Teil noch vorhanden. Infolgedessen wurde die Halle am Innsbrucker Messegelände rückgebaut und hat seit 2012 wieder ihr altes Aussehen. Bei den Olympischen Winterspielen 1964 und 1976 wurden in der Messehalle Eishockeyspiele ausgetragen.

„Die Tragkonstruktion besteht aus 12 genieteten Stahlfachwerkrahmen, die durch neun Gitterträger als Dachpfetten und zwei schräg liegende Pfetten in der Längsrichtung der Halle ausgesteift werden. Die Hauptaussteifung stellen jedoch zwei Reihen von Fachwerkträgern an den Außenseiten der Rahmenstiele dar. Das jetzt bestehende nördliche Seitenschiff stellt einen jüngeren Zubau (in Schweißtechnik) dar.
Die Halle wird an der Südseite und an den Stirnseiten von gemauerten Wänden umschlossen, die ursprünglich in historistischer Manier sehr aufwendig architektonisch gestaltet waren und große Fensteröffnungen besaßen. Die Fensteröffnungen sind heute verschlossen. Die in Fortsetzung der abgeschrägten Rahmenecken angeordneten Lichtbänder bestehen noch fast zur Gänze. Die Dachkonstruktion mit Holzsparren und Schalung ist im Inneren der Halle frei sichtbar. Ein ehemals bestehendes Lichtband entlang des Firstes ist heute durch die durchgehende Dachdeckung geschlossen.“

## Veranstaltungen

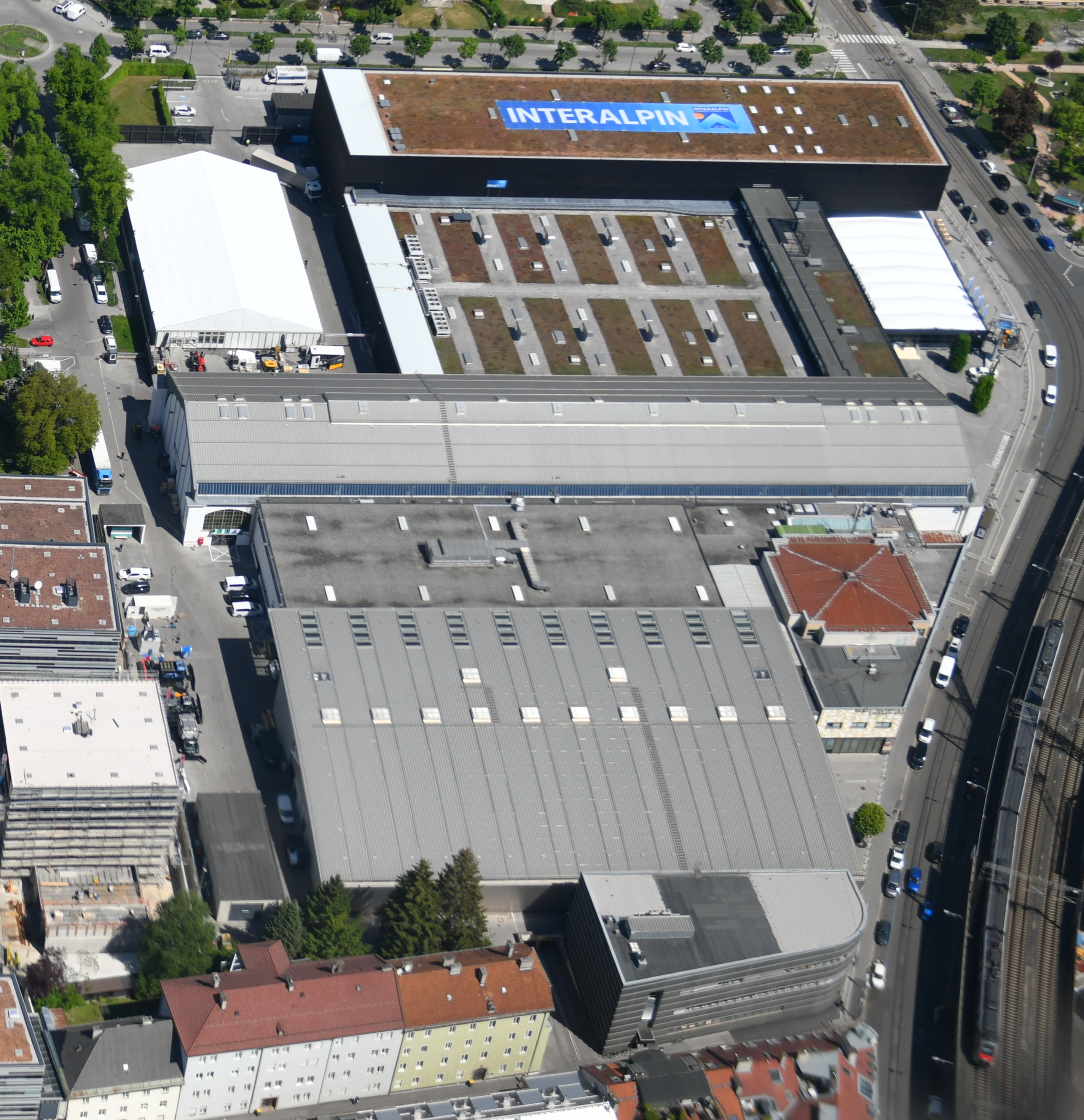
Das Messegelände mit Interalpin-Schriftzug (Luftaufnahme)

Die bedeutendste Veranstaltung ist die jährlich im September oder Oktober stattfindende Innsbrucker Herbstmesse. Daneben werden auf dem Gelände die Innsbrucker Frühjahrsmesse und verschiedene Fachmessen ausgerichtet. Die wichtigste Fachmesse der Messe Innsbruck ist die im Zweijahresrhythmus stattfindende Interalpin für alpine Technologien.
2020 fand auf dem Messegelände in Innsbruck der 67. Gemeindetag des Österreichischen Gemeindebundes und die dazugehörige Kommunalmesse statt. Der Gemeindetag und die Messe finden zwar seit zwei Jahrzehnten jedes Jahr in einem anderen Bundesland statt, aber Innsbruck war 2020 zum ersten Mal Austragungsort der Messe als Begleitveranstaltung des Gemeindetages.